# Qutb ad-Din Muhammad
Qutb ad-Din Muhammad (persan : قطب الدين محمد; nom complet : Qutb ad-Dunya wa ad-Din Abul-Fath Muhammad Arslantegin ibn Anushtegin) est un prince turc et le premier gouverneur du Kharizm pour les sultans seldjoucides. Il se rendit indépendant et devint le chef de la dynastie des Kharizmiens, qui remplacèrent les Seldjoucides. Il mourut en 1127.
Il est le fils d'Anuş Tekin, fondateur de la dynastie en 1077.

## Sources
Cet article comprend des extraits du Dictionnaire Bouillet. Il est possible de supprimer cette indication, si le texte reflète le savoir actuel sur ce thème, si les sources sont citées, s'il satisfait aux exigences linguistiques actuelles et s'il ne contient pas de propos qui vont à l'encontre des règles de neutralité de Wikipédia.
- Wikipedia anglais